# Йордан Цветков
Йордан Цветков (изписване до 1945 година: Йорданъ Цвѣтковъ) е български възрожденски просветен деец и духовник от Източна Македония.

## Биография
Йордан Цветков е роден в разложкото село Бачево, тогава в Османската империя. Учител е в Пловдивско и Пазарджишко, а след 1860 година в родното си село. След 1878 година става свещеник в Бачево, а от 1900 година в Бистрица. Цветков превежда на говорим език и разпространява църковни книги и молитви.